# Reserva dunícola Faro Querandí

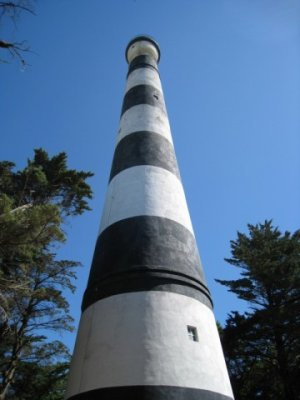
Faro Querandí

La Reserva dunícola Municipal Faro Querandí es un área de protección del ecosistema dunícola  argentino, al sur del partido de Villa Gesell, sobre el mar Argentino, provincia de Buenos Aires, Argentina. Está a 390 km de la ciudad de Buenos Aires.

## Características
De la totalidad del litoral marítimo argentino, solamente los 180 km más septentrionales corresponden al ecosistema dunícola en cuestión.
La formación geológica en esa extensión tiene de 2 a 4 km de ancho; y se extiende desde el cabo San Antonio al norte hasta la desembocadura de la laguna costera de Mar Chiquita al sur. El cambio no es abrupto, y en toda la extensión de costa marítima de la provincia de Buenos Aires y algunos centenares de km en la provincia de Río Negro aparecen los acantilados con pequeñas a medianas playas en muchas partes.
El desarrollo urbanístico de las localidades en el litoral bonaerense, significó un cambio en dichos ecosistemas; en varios casos, la topografía fue cambiada para dar origen a urbanizaciones y forestaciones.
El ecosistema prístino a proteger es extraordinariamente vivaz, con una importante reserva natural de agua dulce, pero susceptible a degradarse.
El límite sur de la reserva lo constituye el Faro Querandí, el cual esta está a 2 km del límite norte de la Reserva Municipal Dunas del Atlántico en el partido de Mar Chiquita
Tiene siete subecosistemas diferentes:
- playa
- dunas no fijas
- dunas semifijas
- dunas fijas
- pastizal
- bañado o guadal pampeano
- bosque exótico, que rodea al Faro Querandí.[1]

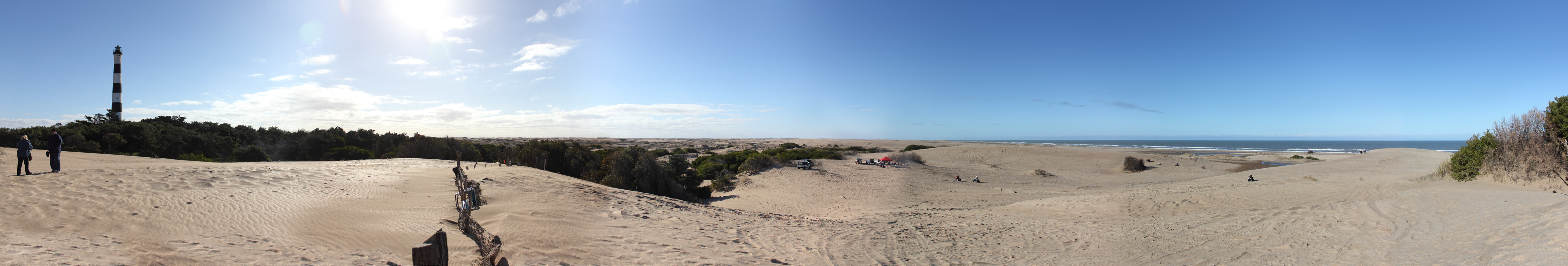
Panorámica de la reserva

## Flora

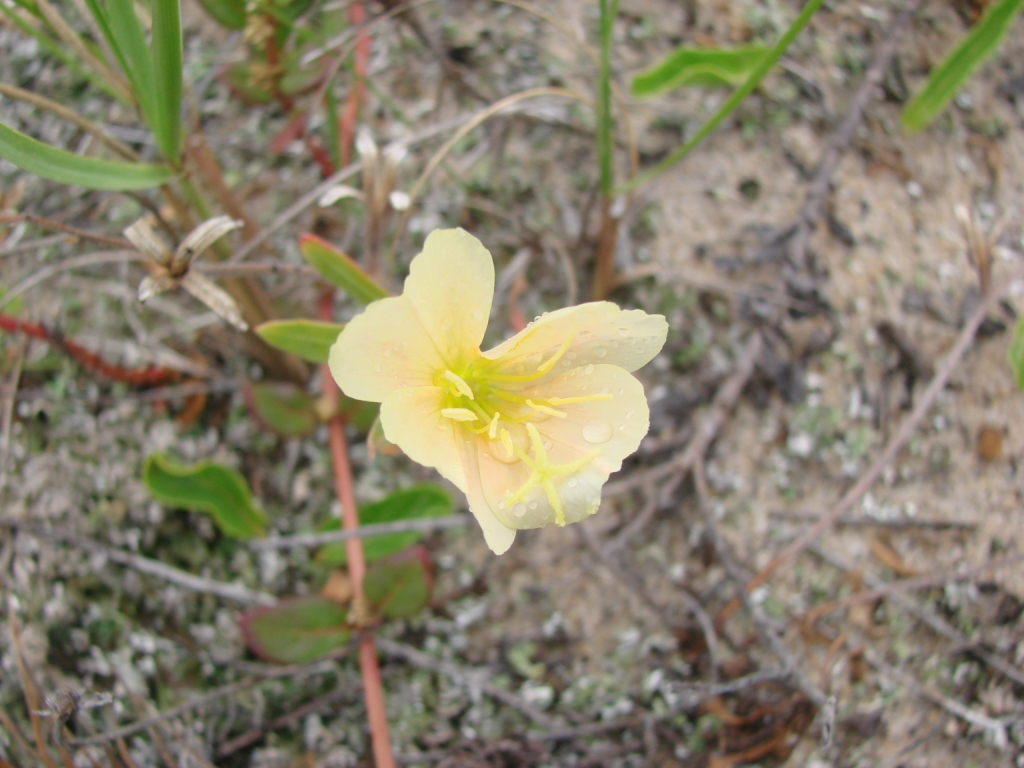
Flor de la oración.

Aparte de algunas decenas de hectáreas de bosques de coníferas implantadas para fijar las dunas en torno al faro propiamente dicho, se encuentran especies nativas como la paja brava o cortadera (Cortaderia selloana), el junco de los médanos (Androtrichum trigynum), la lengua de vaca (Rumex cuneifolius)  o la margarita de los médanos (Senecio crassiflorus), la flor de la oración (Oenothera mollissima), la cola de caballo (Equisetum giganteum), el plumerillo (Oxypetalum solanoides), la espadaña o totora (Typha latifolia), el espartillo (Spartina ciliata), la redondita de agua (Hydrocotyle bonariensis), el suncho rosado o brea negra (Tessaria absinthioides), 
el poligala (Polygala cyparissias), la yerba de la perdiz (Margyricarpus setosus), el cardo de las dunas (Calycera crassifolia), la marcela (Achyrocline satureioides), el conejito (Adesmia incana), la vara de oro (Solidago chilensis), el pasto dibujante (Panicum racemosum), las invasoras cohete de mar (Cakile maritima) y uña de gato (Carpobrotus edulis) entre otras especies adaptadas al ecosistema dunícola-marítimo y al ecotono del pastizal pampeano.

## Fauna

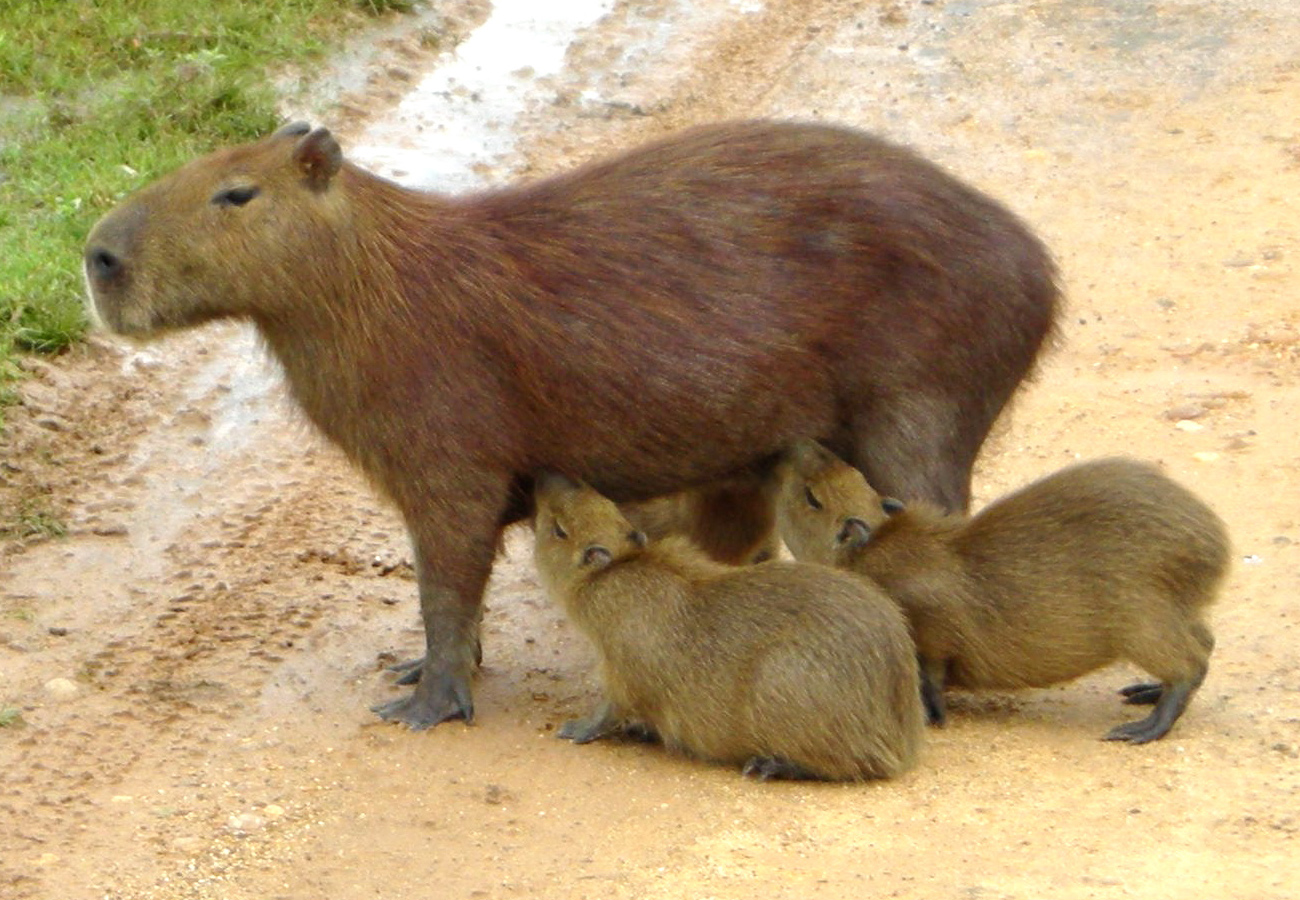
Carpincho madre con sus crías.

Sin contar la fauna marítima, se cuentan (en el año 2016) 150 especies de aves entre las que se incluye la bajo riesgo de extinción monjita dominicana (Xolmis dominicanus) , entre los mamíferos endémicos el roedor cavícola llamado popularmente tucotuco de las dunas (Ctenomys talarum),  entre los reptiles la endémica lagartija de las dunas (Liolaemus multimaculatus), tales singularidades atraen al ecoturismo. Entre los mamíferos autóctonos se destacan el roedor más grande del mundo llamado carpincho (Hydrochoerus hydrochaeris),  el zorro gris o pampeano (Lycalopex gymnocercus), el gato montés (Leopardus geoffroyi),  el zorrino (Conepatus chinga), la pseudonutria llamada coipo o quiyá (Myocastor coypus), el pequeño cuis  (Cavia aperea pamparum), el tuco-tuco pampeano (Ctenomys talarum), la vizcacha (Lagostomus maximus), el hurón menor (Galictis cuja), el peludo (Chaetophractus villosus), la mulita pampeana (Dasypus hybridus), la comadreja overa (Didelphis albiventris); desde mediados de s XX están extinguidos aunque pudieran ser reintroducidos el venado de las pampas y el ñandú, se encuentra muy bien "aclimatada" desde hace más de un siglo la liebre (Lepus europaeus).

## Nombre
El nombre de esta reserva natural es por la existencia de un faro que le da nombre  en las coordenadas 37°27′51″S 57°06′41″O / -37.46417, -57.11139 , faro que por su parte tiene el nombre de la antigua y desaparecida etnia de los pampas querandíes.

## Historia
En 1916 la Armada Argentina instala la "Baliza Querandí", que el 22 de octubre de 1922 fue reemplazada por el Faro, forestando una 40 ha 
La Reserva Municipal fue creada por Ordenanza N.º 1.487, el 18 de noviembre de 1996; tiene 5.570 ha y 21 km de extensión. El objetivo es proteger las dunas vivas. 

En el año 2016 oficialmente se propone que la reserva provincial sea declarada parque nacional.